# 쿠안깔롱군
쿠안깔롱군은 사뚠주의 행정 구역이다. 이 지역의 총 인구 수는 2005년 기준으로 29538명이다. 인구 밀도는 71.5km2이다.

## 행정 구역
| 번호 | 지명         | 태국어 지명 | 빌리지 | 인구   |  |
| 1.   | Thung Nui    | ทุ่งนุ้ย        | 12     | 9,720  |  |
| 2.   | Khuan Kalong | ควนกาหลง    | 11     | 12,412 |  |
| 3.   | Udai Charoen | อุใดเจริญ     | 8      | 7,406  |  |